# 黑身短吻獅子魚
黑身短吻獅子鱼，为輻鰭魚綱鮋形目杜父魚亞目狮子鱼科的其中一種。分布於西北太平洋區的鄂霍次克海海域，屬深海魚類，棲息在水深500至2005公尺的水域，生活習性不明。